# Consiglia Licciardi

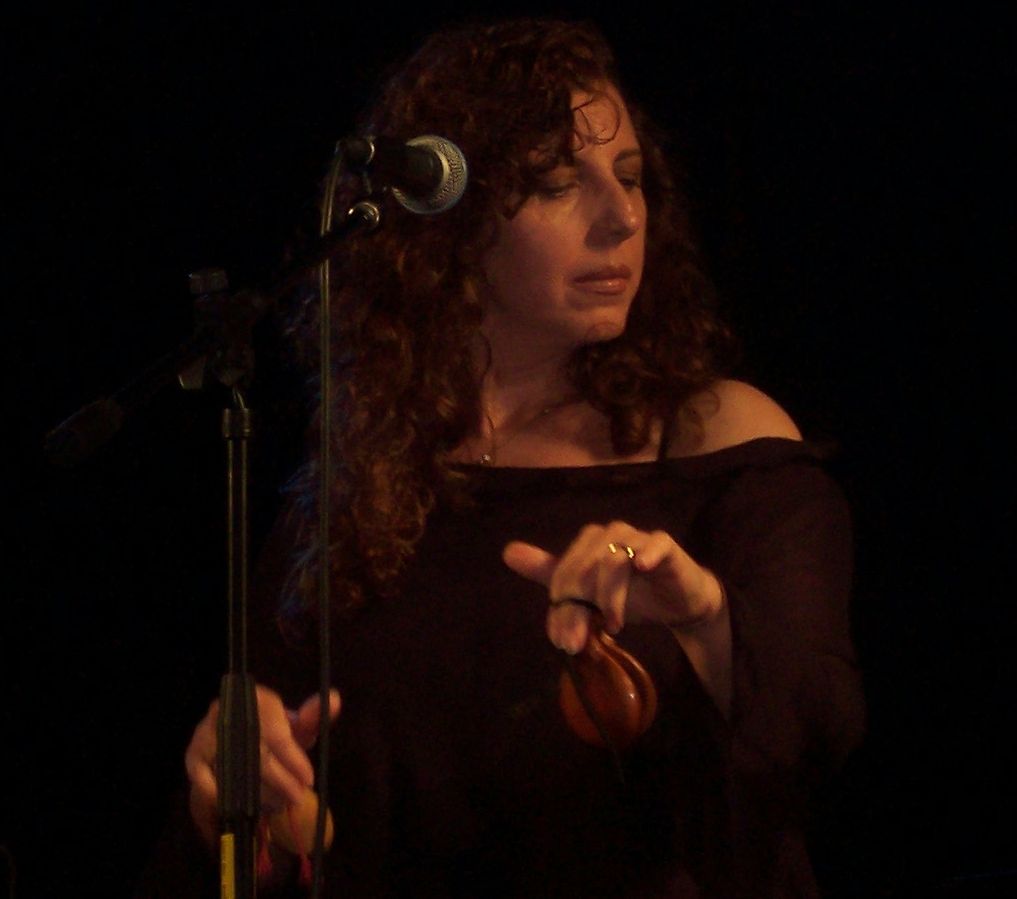
Consiglia Licciardi

Consiglia Licciardi (* 29. März 1959 in Neapel) ist eine italienische Musikerin der Neapolitanischen Volksmusik.

## Leben
Licciardi wurde 1959 in Neapel geboren und besuchte das Konservatorium in Avellino. Ihren ersten öffentlichen Auftritt hat sie 1977, als sie bei einem lokalen Musikwettbewerb den ersten Platz erreichte. Im Jahre 1989 veröffentlichte sie ihr erstes Album, es folgten bis 2016 weitere acht.

## Diskografie
- 1989 Passione
- 1990 Reginella
- 1992 Alma latina
- 1997 Ariammore
- 2003 Torna maggio
- 2010 I canti di Natale
- 2011 Emigrante
- 2013 Melos antique
- 2016 Sud